# Саитов, Виктор Петрович
Виктор Петрович Саи́тов (1941—2007) — советский, российский актёр. Народный артист РСФСР (1987). Лауреат Государственной премии Молдовы.

## Биография
Виктор Саитов родился 17 августа 1941 года.
В 1964 году после окончания Свердловского театрального училища поступил в труппу Пермского академического театра драмы и работал там более 40 лет.
С приходом Виктора Саитова в Пермском театре драмы появился не только статный, запоминающийся и очень талантливый актёр, но и галерея великолепно сыгранных героев, каждый из которых был ярким, темпераментным, словно вышедшим из реальной действительности.
Виктор Петрович Саитов скончался 9 ноября 2007 года.

## Творчество

### Роли в театре

#### Пермский академический театр драмы
- «Деревья умирают стоя» — Директор
- «Последний срок» В. Распутина — Михаил
- «Горе от ума» — Скалозуб
- «Прошлым летом в Чулимске» А. Вампилова — Шаманов
- «Трёхгрошовая опера» — Пичем
- «Амфитрион» — Амфитрион
- «Власть тьмы» Л. Толстого — Аким
- «Постоянная жена» С. Моэма — Джон
- «Пока она умирала» Н. Птушкиной — Игорь
- «Прибайкальская кадриль» В. Гуркина — Николай Петрович
- «Адъютантша его императорского величества» И. Губача — Наполеон
- «А этот выпал из гнезда» Д. Вассермана — Макмэрфи
- «Поднятая целина» М. Шолохова — Нагульнов
- «Чайка» А. Чехова — доктор Евгений Сергеевич Дорн

### Фильмография
- 1964 — Зелёный дом — Лесоруб
- 1973 — Самый сильный — эпизод
- 1980 — Большая — малая война — М. В. Фрунзе
- 1984 — Огненные дороги — М. В. Фрунзе
- 1985 — Не имеющий чина — Соколов
- 1985 — Последняя инспекция

## Признание и награды
- 1976 — заслуженный артист РСФСР
- 1987 — народный артист РСФСР